# 埃及未来之声
埃及未来之声（英語：Future Sound of Egypt）是由DJ和制片人Aly＆Fila主持的每周广播节目（每周三22:00（CET），9pm（英国时间），EST 4pm（美国东部标准时间）举办，埃及未来之声 （通常缩写为FSOE）   采用两个小时的混音形式，他们在其中播放宣传单曲和商业发行的新出神音乐。节目期间播放精选曲目，以帮助推广新的制作人和作品。 该节目原本是星期一晚上播出的一个小时混合节目，但從第500集开始移至目前的形式。
FSOE促使Aly&Fila's在2009年的创建自己的唱片公司，被称为埃及未来之声，并以这个名字在2010年底成为在舰队音乐公司的子厂牌。